# Ca la Vila (Llíria)
Ca la Vila es un edifici situat en Llíria (Camp de Túria, País Valencià). Es troba en la Plaça Major de la població i va ser construït entre els segles XVI i XVII per a per a almodí, presó, cambra dels Jurats i sala del Consell, de 1596 a 1602, any en què va ser acabat i posat en funcionament.
Presenta en el seu conjunt una estructura bàsicament renaixentista, però que posseeix un matís una tant manierista i regional. L'obra és atribuïda a l'arquitecte Guillem del Rey. Després de la derrota en la batalla d'Almansa, Felip V crea ex novo el ducat de Llíria i Xèrica, entregant-lo al Duc de Berwick; James Fitz-James Stuart.
El primer duc de Llíria i Xèrica convertirà el palau municipal de Ca la Vila en un palau residencial que anirà transformant i adaptant a les seues necessitats al llarg del temps. Per aquest motiu es convida equivocadament a denominar a l'edifici amb el nom de "Palacio dels Ducs de Llíria", perquè sens dubte Ca la Vila té el seu origen un segle abans de la conversió de la ciutat en ducat, construint-se per a albergar les institucions municipals del govern foral valencià. Dins d'aquest debat onomàstic va tindre gran rellevància el cronista i arxiver municipal Domingo Uriel Pascual, qui basant-se en la consulta de documentació municipal (Consells des de 1586 fins a 1608) va obtindre les dades fonamentals per a la datació de la construcció de l'edifici a cavall entre el segle XVI i XVII. Uriel va fer publiques les seues troballes en un article en el diari valencià Las Provincias el 30 de desembre de 1923. De la mateixa manera, el metge José Durán Martínez i publicaria en 1947 un nou article "El palau Municipal de Llíria va ser edificat per a casa consistorial" manifestant una clara voluntat d'aclarir que la creença estesa de l'origen ducal no era certa.
En 1720 es manté un plet entre la vila de Llíria i el Duc d'aquesta, davant la pretensió d'aquest de col·locar el seu escut d'armes a les portes principals. Davant l'oposició de la vila es va dictar una Reial orde en la qual es declarava que el Duc era amo jurisdiccional de la vila però no territorial, perquè aquesta continuava sent del Patrimoni Real. Tal com pot observar-se en l'actualitat l'escut present en la façana principal de l'edifici és l'original municipal i no el del duc de Berwick.
Aquesta inscrit en el Registre General de Béns d'Interés Cultural de l'Administració de l'Estat amb el núm. R-I-51-0011967. Art. 29.2 LPCV 4/1998.
La propietat de l'edifici és municipal segons consta en les dades cadastrals.
En 2002 va finalitzar la restauració de l'edifici a càrrec de l'arquitecte Miguel del Rey Aynat

## Descripció

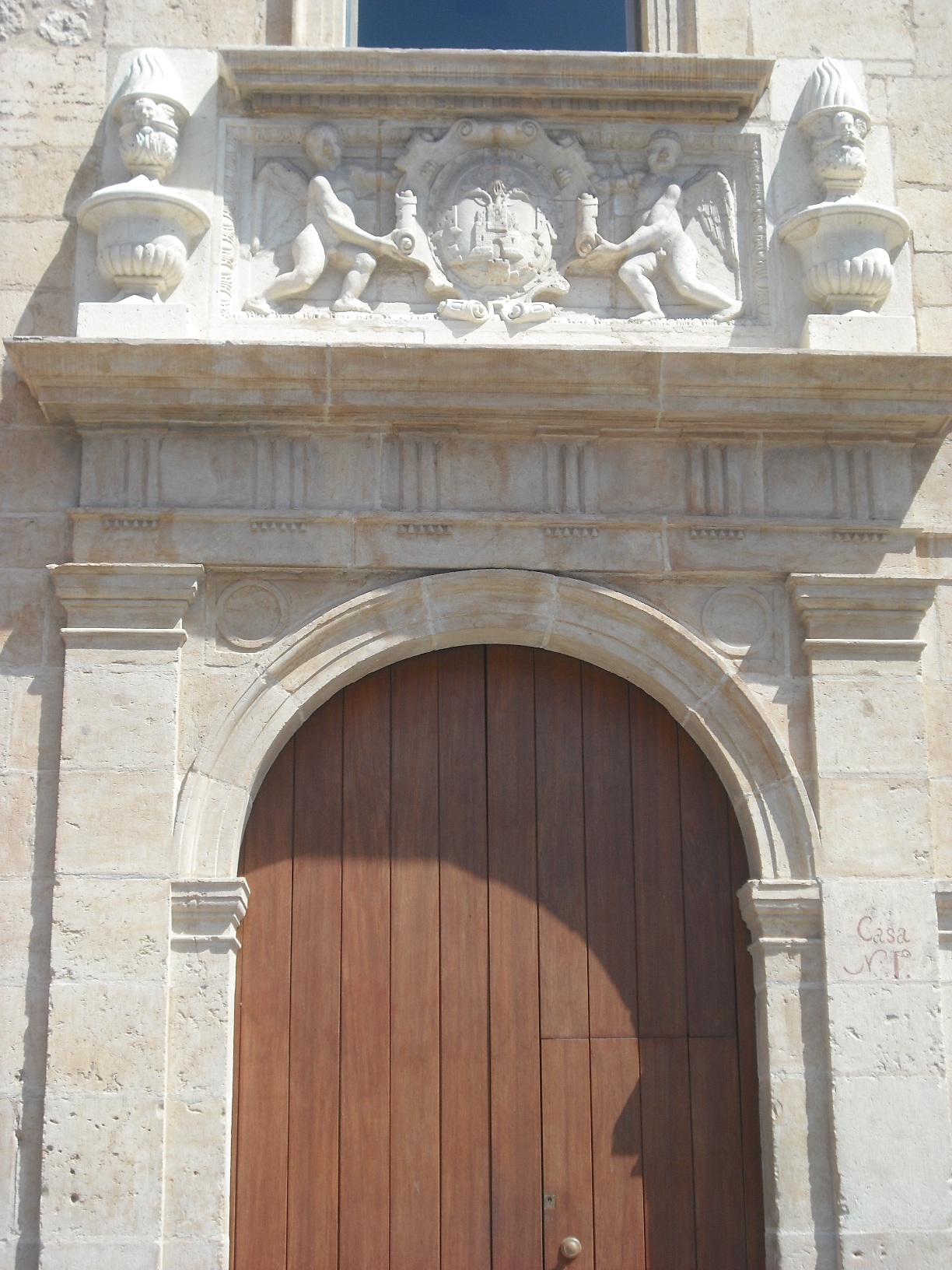
Porta principal de Ca la Vila amb l'escut municipal.

Es tracta d'un edifici exempt, de planta rectangular en tres plantes i coberta a quatre aigües sobre la qual sobresurt un petit mirador. La façana principal, rematada per la tradicional galeria d'arquets del segle xvi, recau a la plaça major.
Va ser construït per allotjar diverses institucions, com l'almodí, presó, cambra dels Jurats i sala de Consell, entre 1596 i 1602. La planta de l'edifici consta de dos crugies formades pels murs de càrrega que constitueixen les façanes i un mur central que en planta baixa hi ha perforat per quatre arcs de mig punt. A l'última planta aquest mur desapareix deixant únicament quatre pilars rectangulars sobre els quals es recolza la bigueria que conforma la coberta. L'escala de planta quadrada i buit central se situa en la segona crugia davant de la porta principal. A la planta superior es va disposar la sala de sessions, secretaria i despatx de l'alcalde. A la cambra hi ha una escala de caragol de rajola: condueix al petit mirador octogonal que sobresurt a la coberta. El conjunt es remata, finalment, amb la clàssica arquació del segle xvi que recorre, sota una ampla cornisa, el perímetre de l'obra.
La portada principal entre pilastres toscanes, atén als preceptes manieristes divulgats per Giacomo Barozzio de Vignola. Coronant la porta principal trobem l'escut municipal de la vila que manifesta la voluntat dels jurats de Llíria que en 1596 donen instruccions per tal d'incorporar " dos jagants ab les armes de la vila en mig o un sen... mig damunt dit portal de casa a despeses de la vila". La presència de l'escut municipal també manifesta que l'obra de l'edifici va costejar-se a expenses de la vila així com també està present en la façana retaule del temple barroc de l'Assumpció edificat durant el segle XVII.
La unitat de l'escena, les regles de la proporcionalitat i altres supòsits renaixentistes es trenquen sobretot en la façana principal: la porta principal no està situada al centre de l'edifici. Aquesta situació irregular produeix que la disposició dels finestrals del segon pis siga de la mateixa manera irregular, trencant amb les lleis harmòniques renaixentistes i pròpies del manierisme, molt donat a aquests virtuosismes.